# Буронов понор
Буронов понор је река понорница сезонског карактера и повремени речни ток дужине 2,1km, површине слива 1,3km².
Настаје спајањем мањих повремених токова јужно од Белих вода, на западним обронцима Мироча. Након тока по вододрживим пешчарима и глинцима доњокредне старости, понире у горњојурске кречњаке на 270 м.н.в. Воде понора формирале су истоимену пећину дужине 3.593m и дубине 204m. Осим улаза где увире вода (активни улаз), постоји и суви улаз. Првих 400m представља канал просечне висине један метар, док у наставку канала има вертикалних одсека. 
Канал са кадама испуњен је обурваним блоковима и травертинским кадама. У Саломној дворани налазе се блокови великих димензија, кроз које се силази у канал Рио негро, у коме је стена прекривена црним превлакама од мангана. Најнижи делови пећине су у нивоу сталних карстних подземних вода. У делу под називом Мамутов канал, на око 170m дубине, пронађен је зуб мамута Mammuthus primegenius. Овај канал је богат пећинским накитом.